# Per Dusén

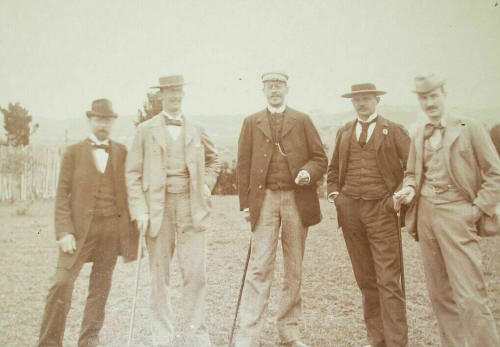
Per Dusén till vänster med Hans Steffen (i mitten) i Chile år 1897.

Per Karl Hjalmar Dusén, född 4 augusti 1855 i Vimmerby, död 22 januari 1926 på Tranås kuranstalt i Jönköpings län, bosatt i Sköldinge församling i Södermanland, var en svensk botaniker. Han var kusin till botanikern Karl Fredrik Dusén.
Dusén blev civilingenjör 1878 och ägnade sig i början åt lärarkallet vid några folkhögskolor, var amanuens vid Naturhistoriska riksmuseets avdelning för arkegoniater och fossila växter 1899–1900 samt vid botaniska trädgården i Rio de Janeiro 1901–1904. Han företog i botaniskt syfte flera resor i främmande länder; han vistades 1890–92 i Kamerun, för mosstudier, deltog såsom botaniker 1895–96 i svenska expeditionen till Eldslandet och uppehöll sig därefter för fortsatta växtstudier någon tid i västra Patagonien och södra Chile samt åtföljde 1899 Alfred Nathorst på expeditionen till nordöstra Grönland. Åren 1904–05 besökte han Sydpatagonien. För bearbetande av under sistnämnda färd gjorda botaniska samlingar återvände han hösten 1905 till Sverige. Efter honom är uppkallade mossläktet Dusenia Broth. (1894) och fanerogamsläktet Duseniella K. Schum. (1900).